# Elezioni legislative in Francia del 1816
Le elezioni legislative in Francia del 1816 per eleggere i 258 deputati della Camera dei Deputati si sono tenute dal 25 settembre al 4 ottobre.
Rispetto all'anno precedente, la nuova legislatura vide una netta maggioranza costituzionalista, guidata dal partito dottrinario che già deteneva diversi ministeri del contemporaneo governo Richelieu I.

## Risultati
| Partito                            | Partito       | Voti   | %    | Seggi |
| ---------------------------------- | ------------- | ------ | ---- | ----- |
|                                    | Dottrinari    | 49.820 | 52,7 | 136   |
|                                    | Ultrarealisti | 33.840 | 35,7 | 92    |
|                                    | Repubblicani  | 7.520  | 7,7  | 20    |
|                                    | Liberali      | 3.760  | 3,9  | 10    |
| Totale                             | Totale        | 94.940 | 100  | 258   |
| Fonti: Élections législatives 1816 |               |        |      |       |